# Diego Valeri
(Poesie vecchie nuove - Batte il mattino...)
Diego Valeri (Piove di Sacco, 25 gennaio 1887 – Roma, 27 novembre 1976) è stato un poeta, traduttore e saggista italiano.

## Biografia
Nacque da una famiglia borghese e studiò letteratura all'Università di Padova dove divenne allievo del filologo Vincenzo Crescini laureandosi in lettere nel 1908 con una tesi dal titolo Efficacia del teatro francese sul teatro di Paolo Ferrari, esordendo assai giovane, nel 1913, con Monodia d'amore e Le gaie tristezze.
Nel 1914 frequentò un corso alla Sorbona di Parigi e, al suo ritorno in Italia, iniziò la carriera di insegnante. Fu professore di italiano e latino nei licei e si allontanò dalla scuola solamente negli anni in cui le sue idee antifasciste gli rendevano difficile parlare sinceramente con i suoi alunni. In quel periodo si impiegò presso la Sovrintendenza alle Arti di Venezia, che considerava un luogo più appartato.
Contemporaneamente all'insegnamento nei licei, collaborò assiduamente alla rivista Nuova Antologia con una rubrica fissa di letteratura francese in una sezione dal titolo "Note e consegne". Su Nuova Antologia pubblicò anche traduzioni e numerosi versi che verranno in seguito ristampati con il titolo di Umana nel 1916, di Crisalide nel 1919 e Ariele nel 1924. Queste confluiranno nel 1939 nella prima vera raccolta di Valeri con il titolo Poesie vecchie e nuove.
Nel 1939 divenne ordinario di lingua e letteratura francese presso l'Università di Padova, dove in seguito otterrà la cattedra di Storia della letteratura italiana moderna e contemporanea. A Padova rimase in carica per circa venti anni, esclusi gli anni dell'occupazione nazista, dal 1943 al 1945, durante i quali riparò in Svizzera come rifugiato politico.

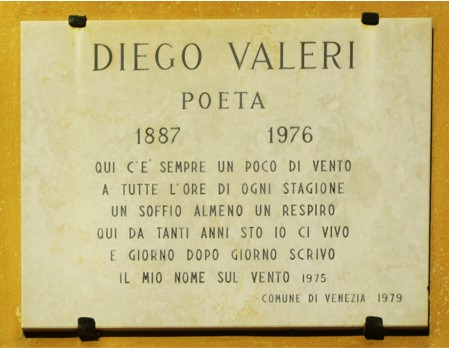
Diego Valeri lapide a Venezia in Fondamenta dei Cereri, 2448

In questo periodo continuò la sua attività di pubblicista e soprattutto di traduttore su Il Gazzettino, il Trivium, Lo Smeraldo, L'Approdo. Nel 1944 uscirà il volume Romanzi e racconti d'amore del Medio Evo francese, nel 1954 quello sugli Antichi poeti provenzali e W. Goethe, Cinquanta poesie e nel 1959 Lirici tedeschi.
Valeri fu anche civilmente impegnato nel campo della cultura, aderendo nel 1948, insieme con altri intellettuali dell'epoca, all'"Alleanza della cultura". Nel 1950 si recò con Benedetto Croce al convegno di Berlino e più tardi si impegnò come Sovrintendente alle Belle Arti di Venezia, ambiente che gli permise di frequentare altre figure illustri dell'Arte e della cultura come Virgilio Guidi, Luigi Tito, Sandro Sergi, Renzo Marcato e molti altri.
Per qualche anno, dopo il periodo padovano, insegnò anche nella nuova Università di Lecce, a quei tempi privata.
Dopo il congedo della cattedra, visse a Venezia e fece parte della Giunta comunale.
Tra il 1969 e il 1973 fu presidente dell'Istituto veneto di scienze, lettere ed arti a Venezia.

## Poetica
Esordì come poeta nel 1913 con la raccolta Le gaie tristezze, alla quale fecero seguito Umana nel 1915, Crisalide nel 1919 e Ariele nel 1924, che confluiranno nel 1930 nel volume Poesie vecchie e nuove.
Pubblicò nel 1937 Scherzo e finale e nel 1942 Tempo che muore, che furono riuniti nel 1950 in Terzo tempo.
Dopo la guerra pubblicò Metamorfosi dell'angelo (1957), Il flauto a due canne nel 1958, Poesie nel 1967 con il quale ottenne il premio Viareggio, Verità di uno nel 1970 e Calle del vento nel 1975.
La poesia di Valeri è una poesia apparentemente facile, i cui versi possiedono ritmo e colore: "Sotto la fuga leggera del vento / s'apre il ventaglio del mandorlo bianco. / Alto sta un cielo di rosa e d'argento / ma il cuore è stanco".
Oltre che poeta, Valeri fu anche fine saggista di letteratura francese e italiana e prosatore d'arte.
Grande successo ebbe inoltre una sua raccolta di poesie per bambini, che risale al 1928, dal titolo Il campanellino.
La sua formazione letteraria avviene attraverso Pascoli, dal quale acquisisce in gran parte il lessico, la sintassi e le forme metriche, il D'Annunzio dell'Alcyone, i crepuscolari e nella sua lirica si avvertono gli influssi di Verlaine e dei post-simbolisti.
Il tema principale della poesia valeriana è la natura, una natura che vive autonomamente, escludendo così qualsiasi elemento antropomorfico.

## Opere

### Poesia
- Le gaie tristezze, Sandron, Palermo 1913
- Umana, Taddei, Ferrara 1915 e 1921
- Crisalide, Taddei, Ferrara 1919 e 1921
- Vento d’alba (1922) su musica di Lino Liviabella
- Ariele, Mondadori, Milano 1924
- Tempo che muore, Mondadori, Milano 1924
- Il Campanellino, SEI, Torino 1928, 2ª ed. con copertina a colori e illustrazioni in nero al tratto a piena pagina di Francesco Carnevali, Società Editrice Internazionale, Torino 1930
- Ave Maria (1935) su musica di Lino Liviabella
- Scherzo e finale, Mondadori, Milano 1937
- Trittico lirico su musica di Lino Liviabella: I) Tragico (Rosetta), II) Soave (Veneziana), III) Comico (Colloquio) (1937)
- Poesie vecchie e nuove, Mondadori, Milano 1930 e 1952 (in questa raccolta la lirica La gioia perfetta, presente un tempo nei libri di lettura utilizzati nell'insegnamento primario)
- Terzo tempo, Mondadori, Milano 1950* Terzo tempo, Mondadori, Milano 1950
- Metamorfosi dell'angelo, Milano 1956
- Jeux de mots, Parigi 1956, con una nota di Jean-Louis Vaudoyer
- Notte di Natale (1956) su musica di Lino Liviabella
- Il flauto a due canne, Mondadori, Milano 1958
- Poesie, Mondadori, Milano 1962
- Poesie piccole, 1ª ed. All'insegna del pesce d'oro, Milano 1965, 2ª ed. illustrata Vanni Scheiwiller, Milano 1969
- Verità di uno, Mondadori, Milano 1970
- Sgelo, Mondadori, Milano 1967
- Calle del vento, Mondadori, Milano 1975
- Poesie inedite o "come", con un ricordo di Carlo Betocchi e Domenico Porzio, Genova, San Marco dei Giustiniani, 1977
- Poesie scelte (1910-1975), a cura di Carlo della Corte, Milano, Mondadori, 1977
- Il mio nome sul vento. Poesie 1908-1976, a cura di Carlo Londero, Rovigo, Il Ponte del Sale, 2022

### Studi e saggi
- Poeti francesi del nostro tempo, Piacenza 1924
- Montaigne, Roma 1925
- Scrittori francesi, Milano 1937
- Saggi e note di letteratura francese moderna, Firenze, 1941
- Littérature française, Milano 1949
- Il simbolismo francese da Nerval a De Régnier, Padova, 1954

### Scritti vari
- I colli Euganei, Firenze 1932

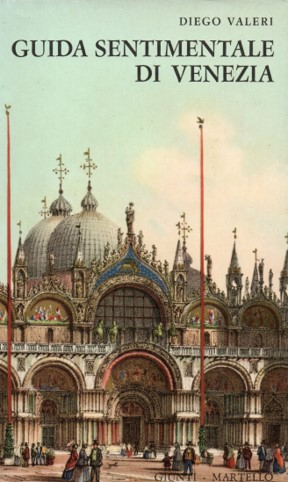
Valeri Guida sentimentale di Venezia

- Fantasie veneziane, Padova 1934, Milano 1953
- Guida sentimentale di Venezia, Padova 1942 e Firenze 1955
- Città materna, Padova 1944
- Le leggende del Gral, Torino 1944
- Taccuino svizzero, Milano 1946

### Teatro
- Soregina, Venezia 1958

### Traduzioni
- Mirella, da Mistral, Torino 1930 e 1944
- La signora Bovary da Flaubert, Milano 1936 e 1951
- Romanzi e racconti d'amore nel medio evo francese, Milano 1943 e 1944
- Il rosso e il nero da Stendhal, Milano 1936
- Il Vangelo di S. Luca, Venezia, 1950 e 1955
- Quaranta favole da La Fontaine, Firenze 1952
- Cinquanta poesie da Goethe, Milano 1951
- Ifigenia in Tauride, Venezia 1954
- Conoscenza e incoscienza di Dio, Roma 1947 e Milano 1954
- Lirici tedeschi, Milano 1959
- Lirici francesi, Milano 1960